# Dietrich Frauboes
Wolf-Dietrich Hans Frauboes (* 23. Dezember 1918 in Leipzig; † 3. September 1980 in Berlin-Steglitz) war ein deutscher Schauspieler und Synchronsprecher.

## Leben
Frauboes besuchte nach der Freien Schulgemeinde im Thüringer Wald zunächst die Reichsgewerbeschule und ließ sich zum Gebrauchsgraphiker ausbilden. Nebenher nahm er privaten Schauspielunterricht und zudem von 1948 bis 1952 Gesangsunterricht bei Anna Langenbeck. Sein Bühnendebüt gab er als August Schulze im Schwank Der blaue Heinrich von Otto Schwartz und Georg Lengbach in Stuttgart. Weitere Bühnenstationen waren Schwäbisch Gmünd und Berlin (Hebbel-Theater).
Seit 1949 übernahm er zudem Rollen in Film- und Fernsehproduktionen. Frauboes spielte u. a. in Tom Toelles Fernsehspiel Der Reichstagsbrandprozeß, im Kriegsfilm Luftschlacht um England (mit Michael Caine), in der Hans-Fallada-Verfilmung Jeder stirbt für sich allein, in der Johannes-Mario-Simmel-Verfilmung Lieb Vaterland magst ruhig sein sowie in Fernsehserien wie Tatort, Derrick und Der Alte. Seine letzte Filmrolle hatte er in Volker Schlöndorffs Oscar-prämierter Blechtrommel (nach Günter Grass).
Seit 1951 arbeitete Frauboes zudem umfangreich in der Synchronisation und lieh seine Stimme u. a. Georges Guétary (Ein Amerikaner in Paris), Arthur Kennedy (Der blonde Tiger), Martin Landau (Der unsichtbare Dritte), Steve McQueen (Wenn das Blut kocht), Carl Reiner (Bei Madame Coco), Jimmy Thompson (Du sollst mein Glücksstern sein), Eli Wallach (Wie klaut man eine Million?) und dem britischen Komiker Terry-Thomas (u. a. Die tollkühnen Männer in ihren fliegenden Kisten, Monte Carlo Rallye und Fremde Bettgesellen).
1947–1979 war er Hörspielsprecher in 42 Hörspielen.
Außerdem war der Hobby-Maler Frauboes auch als Journalist und Kabarettist tätig und hielt Lesungen und Lichtbilder-Vorträge. Darüber hinaus war er ein gefragter Sänger.
Dietrich Frauboes starb am 3. September 1980 um 11:40 Uhr in seiner Wohnung in der Kelchstraße 7 in Berlin-Steglitz im Alter von 61 Jahren. Er war nicht verheiratet.

## Filmografie (Auswahl)
- 1954: Ingeborg
- 1966: Förster Horn (Fernsehserie) – Ein guter Einfall
- 1967: Der Reichstagsbrandprozeß
- 1969: Luftschlacht um England (Battle of Britain)
- 1969: Der Kidnapper (TV-Film)
- 1971: Tatort: Kressin stoppt den Nordexpress
- 1975: Kommissariat IX (Fernsehserie) – Tamaro-Bau GmbH & Co. KG
- 1976: Jeder stirbt für sich allein
- 1976: Lieb Vaterland magst ruhig sein
- 1977: Der Alte – Blütenträume
- 1979: Die Blechtrommel

## Synchronrollen (Auswahl)
Quelle: Deutsche Synchronkartei
| Schauspieler     | Film / Serie                                                 | Rolle                 |
| ---------------- | ------------------------------------------------------------ | --------------------- |
| Jimmy Thompson   | Singin’ in the Rain                                          | Sänger                |
| John Le Mesurier | Ben Hur                                                      | Arzt                  |
| Nigel Stock      | Van der Valk (Fernsehserie)                                  | Hauptkommissar Samson |
| Ramsay Hill      | Flucht aus Paris (Synchro im Jahr 1952)                      | Aristokrat            |
| Richard Gossett  | Hawaii Fünf-Null (Fernsehserie)                              | Peter Taylor          |
| Robert Cummings  | Die Unersättlichen                                           | Dan Pierce            |
| Ronald Chesney   | Spionagering M (Synchro im Jahr 1951)                        | Max                   |
| Terry–Thomas     | 5 Galgenvögel auf dem Weg nach Tobruk (Synchro im Jahr 1975) | Major John Cooper     |

## Hörspiele (Auswahl)
- 1947: George Bernard Shaw: Helden (Bulgarischer Offizier) – Regie: Alfred Vohrer (Hörspiel – SDR)
- 1961: Thierry: Pension Spreewitz (Urlaub in Kladow, Folge 93, Erstsendung 22. Juli 1961) – Regie: Ivo Veit (RIAS Berlin)
- 1966: Ulrike Brückner: Die süße Anna. Damals war’s – Geschichten aus dem alten Berlin (Herr Gimpel, ein Agent der Stadtbahn) (Geschichte Nr. 6 in 15 Folgen) – Regie: Ivo Veit (RIAS Berlin)
- 1967: August Heinrich Kober: Zirkus Renz. Damals war’s – Geschichten aus dem alten Berlin (Polizeikommissar Lieberlein) (Geschichte Nr. 8 in 20 Folgen) – Regie: Ivo Veit (RIAS Berlin)
- 1969: Edwin Beyssel: Steinmüllers Erben. Damals war’s – Geschichten aus dem alten Berlin (Stadtbaurat Ziganke) (Geschichte Nr. 10 in 10 Folgen) – Regie: Ivo Veit (RIAS Berlin)
- 1970: Edwin Beyssel: Die Väter der Felicitas. Damals war’s – Geschichten aus dem alten Berlin (Herr von Popitz) (Geschichte Nr. 12 in 8 Folgen) – Regie: Ivo Veit (RIAS Berlin)
- 1979: Peter Lustig: Die Hamster kommen – Regie: Ulrich Herzog (Kinderhörspiel – SFB)